# Manuel Carra
Manuel Carra Fernández (* 2. April 1931 in Málaga; † 26. Januar 2024) war ein spanischer Pianist, Komponist und Musikpädagoge.

## Leben und Werk
Carra studierte bei María Luisa Soriano und Julia Torras in Málaga und ab 1947 bei José Cubiles in Madrid. Später besuchte er Kurse an der Accademia Musicale Chigiana in Siena bei Lazare Lévy und Ruggero Gerlin und studierte am Conservatoire de Paris Musikanalyse bei Olivier Messiaen. Er war als Konzertpianist aktiv und unterrichtete mehr als fünfzig Jahre am Real Conservatorio Superior de Madrid.
Er war Mitbegründer der Grupo Nueva Música, der u. a. die Komponisten Cristóbal Halffter, Antón García Abril, Luis de Pablo, Ramón Barce und Alberto Blancafort angehörten. Bekannt wurde sein Klavierkonzert mit dem Alban Berg gewidmeten Passacaglia-Satz. 1998 wurde Carra Mitglied der Musiksektion der Real Academia de Bellas Artes von San Fernando. Das Konservatorium seiner Heimatstadt zeichnete ihn mit einer Ehrenprofessur aus.